# Sanctuaire Notre-Dame-du-Rosaire de Pompéi
Le sanctuaire de la Bienheureuse-Vierge-du-Saint-Rosaire de Pompéi, composé principalement de la basilique de Pompéi, est une église cathédrale et basilique catholique romaine de Pompéi en Italie.
C'est la cathédrale de la prélature territoriale de Pompéi. Dédiée à Notre-Dame du Rosaire, elle est érigée en basilique mineure le 4 mai 1901 par le pape Léon XIII.

## Histoire du sanctuaire

### Le bienheureux Bartolo Longo
Le sanctuaire lie la ville de Pompéi, Notre-Dame du Rosaire et le bienheureux Bartolo Longo. Né en 1841 à Latiano près de Brindisi, il vient à Naples pour étudier le droit mais pratique des expériences de spiritisme qui finissent par le fatiguer et le perturber psychiquement. C’est alors qu’il va bénéficier de plusieurs rencontres déterminantes qui vont l’amener à retrouver foi en la religion catholique qu’il avait abandonnée. Un professeur qui l’estime, un ami d’enfance qu’il retrouve et qui lui conseille de se confesser à un prêtre et la prière du rosaire l’orientent à se faire laïc du Tiers-Ordre dominicain sous le nom de “frère rosaire“  tout en continuant son métier d’avocat mais qu’il va pratiquer de moins en moins. De nouvelles personnes dans sa vie vont le mener à s’engager dans les voies de l’assistance et de la fondation. Ce sont d’abord les pauvres de la région qui le touchent et dont il désire venir en aide, puis la comtesse Marianna Farnararo De Fusco, qu’il rencontre par l’intermédiaire de Catherine Volpicelli propagatrice de la dévotion au Sacré Cœur de Jésus, elle-même béatifiée en 2001. 
La comtesse lu demande de devenir administrateur de ses propriétés, et il va en profiter pour améliorer l’état de la population tant sur le plan social que spirituel notamment avec l’aide du rosaire, surtout depuis qu’un midi  il entendit une voix féminine lui dire : « Si vous cherchez le salut, répandez le chapelet. C'est la promesse de Marie, celui qui propage le rosaire sera sauvé » alors qu'il doutait encore de sa destinée et qu’il traversait une crise passagère. Ainsi commence son travail de catéchèse et de diffusion du rosaire. Pour couper court à des rumeurs concernant sa relation avec la comtesse, il l'épouse en 1885 tout en restant chastes. 
Raffermi, il passe de la révélation à l’action et ouvre un orphelinat pour filles puis demande l’aide de quelques sœurs pour le gérer. Deux ans plus tard, en 1897, elles sont approuvées en tant qu’institut religieux et aujourd’hui la congrégation des Dominicaines filles du Saint Rosaire sont également présentes en Afrique et en Asie. En parallèle, c’est l’essor d’une confrérie du rosaire avec la revue bimensuelle “Le Rosaire et la Nouvelle Pompéi“ (Il Rosario e la Nuova Pompei) ainsi que l’écriture de plusieurs livres et prières qui vont accroître sa notoriété. En 1893, Bartolo et la comtesse offrent à Léon XIII le don du sanctuaire et de toutes leurs propriétés qui seront dès lors administrées et gérées par le Saint-Siège. Bartolo Longo a été béatifié par le pape Jean-Paul II en 1981.    

### Le sanctuaire

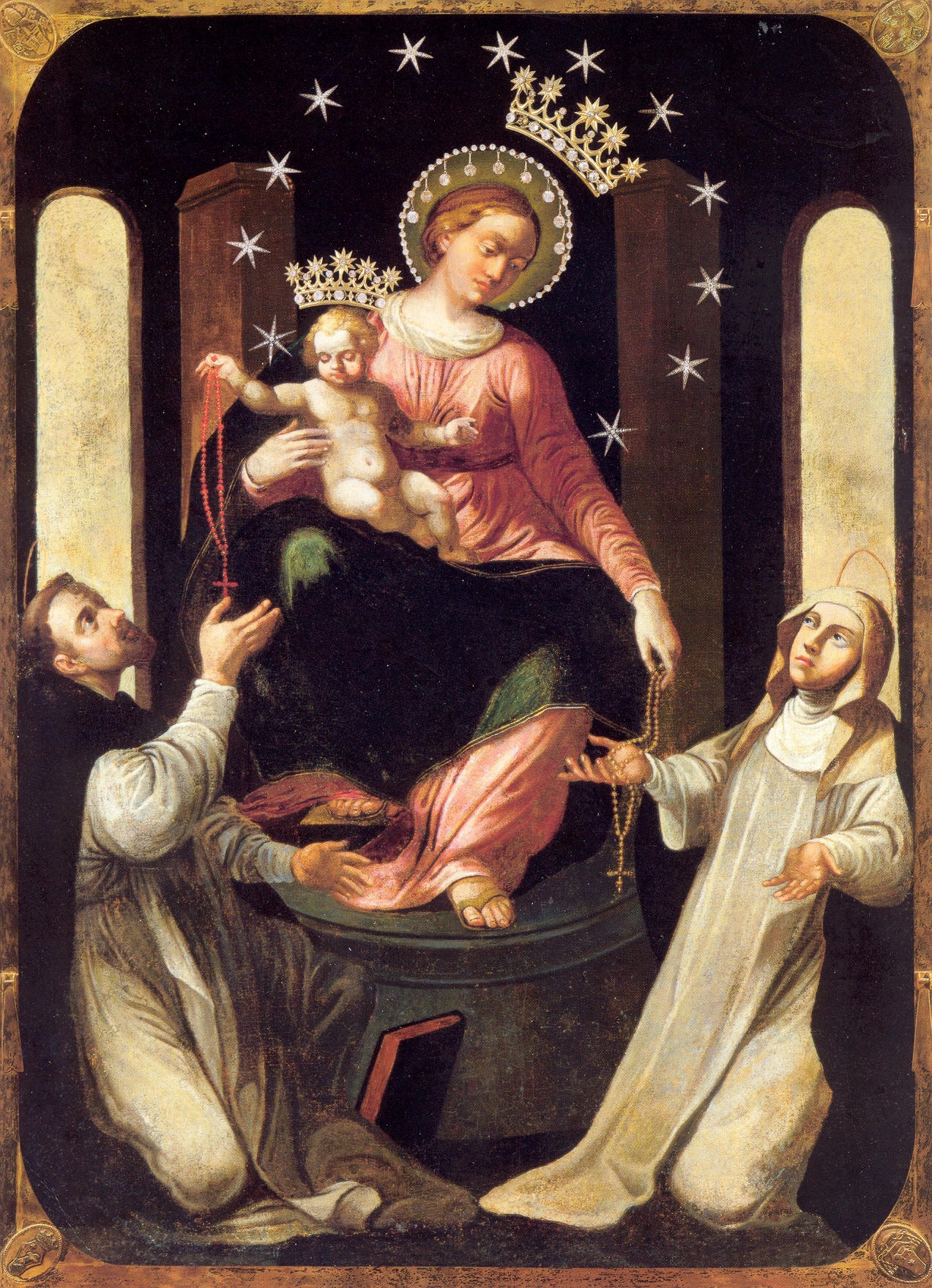
Notre-Dame de Pompéi.

Ce qui deviendra le sanctuaire prend naissance en 1875, quand Bartolo Longo a l’idée de construire une chapelle dans l'église paroissiale du Très-Saint-Sauveur en l'honneur de la Vierge mais l’évêque de Nola lui conseille plutôt d’élever une église. Pour cela, il lui cède une première allocation puis propose au bienheureux de mettre en place une modeste souscription mensuelle. Pour faciliter la vénération, il décide de rapporter du couvent dominicain du Rosariello (du petit-Rosaire) de Portamedina à Naples, un tableau qui deviendra l’icône de la basilique et qu’il dépose d’abord dans la paroisse du Saint-Sauveur pour qu’il soit restauré. Il l’a choisi parce qu’il montre la Vierge Marie et l’Enfant Jésus offrant le chapelet à saint Dominique de Guzman et à sainte Catherine de Sienne. Très vite, le tableau produit des miracles dont une jeune fille guérie de crises d’épilepsie et de nouveaux donateurs offrent sommes d’argent, biens matériels et même des bijoux pour l’édification du sanctuaire. Dans sa présentation actuelle, le tableau est entouré des 15 mystères du rosaire. Il s’est vu couronné par le pape Paul VI à la fin de sa dernière restauration en 1965.  

Depuis la pose de la première pierre, le 8 mai 1876, Bartolo continue de plus belle sans ménager ses efforts et malgré la contraction d’une fièvre typhoïde, l’église est terminée en 1891. Il choisit pour son premier recteur le prêtre Alberto Radente, son confesseur des débuts de sa conversion. 

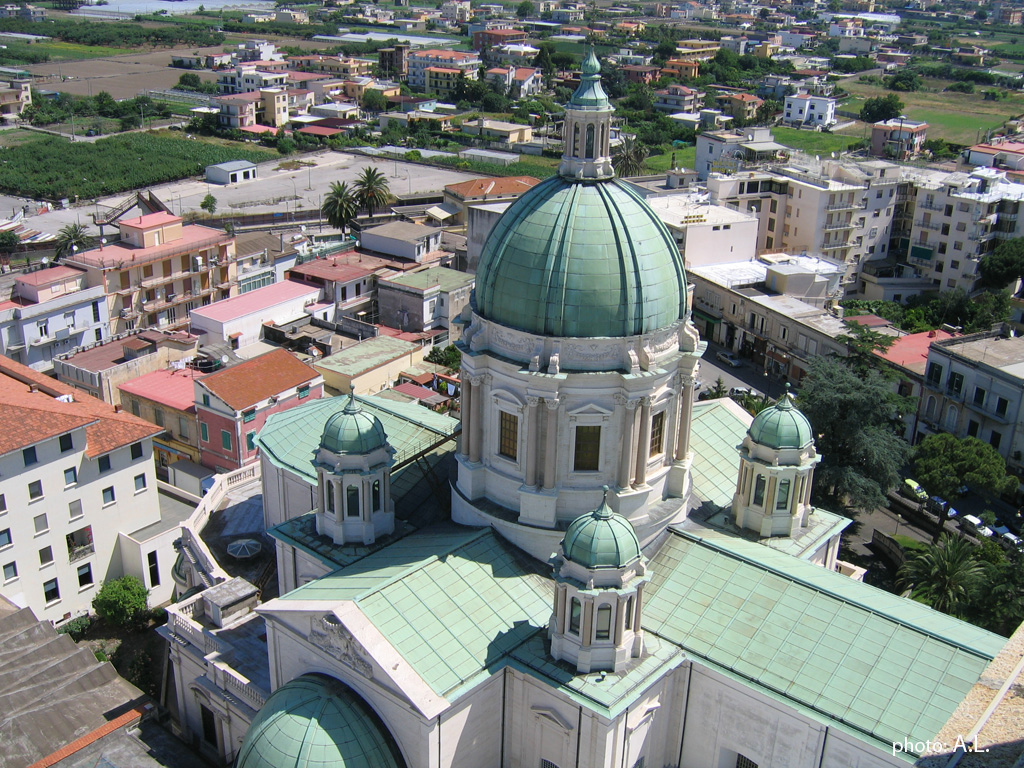
Le dôme central et les quatre latéraux.

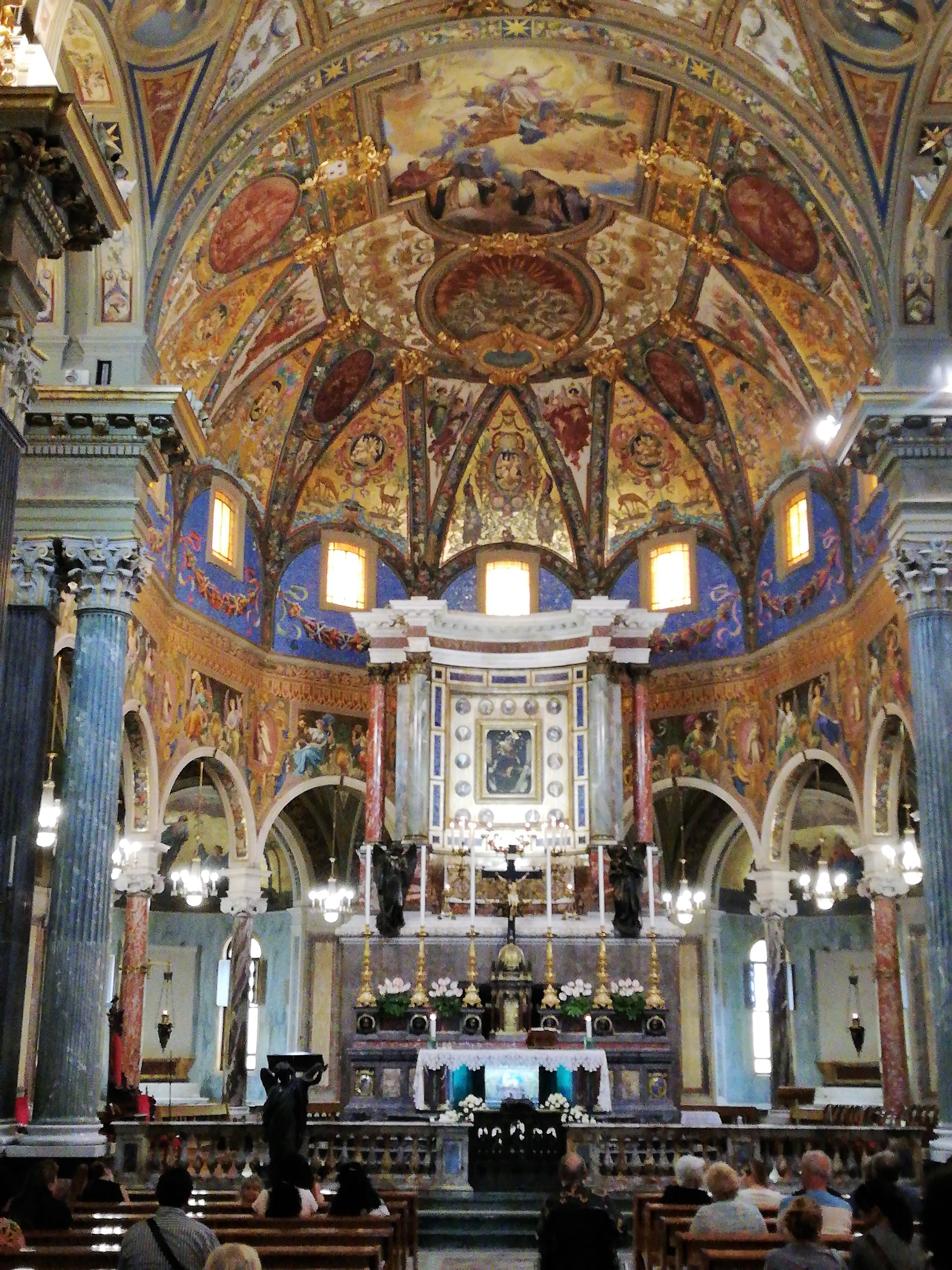
L'abside avec le tableau de la Vierge de Pompéi.

L’église est en forme de croix latine avec une seule nef. Entre 1934 et 1939, le sanctuaire doit s’agrandir de par l’affluence et l'édifice se voit augmenté d’une nouvelle nef. Les deux autres, qui deviennent mineures, et qui comportent trois autels de chaque côté, se voient prolonger juste derrière l'abside dans un déambulatoire enrichi de quatre chapelles semi-circulaires. L'intérieur passe de 420 à 2 000 mètres carrés, qui peut dès lors accueillir environ 6 000 personnes. La voûte de la nef centrale, divisée en plusieurs compartiments richement décorés, présente au centre une grande fresque du Couronnement de la Vierge. Celle de l’abside représente l'Assomption. L'ensemble de l’intérieur est riche en marbres, fresques et mosaïques. Le tableau de la Vierge de Pompéi est quant à lui placé dans l'abside derrière le maître-autel.
La façade, inaugurée  en 1901, est érigée en monument à la Paix universelle. Elle est construite dans un double ordre avec un portique à trois arches, sur le modèle des basiliques romaines. À son sommet, une statue de Vierge à l’Enfant rappelle les vocables “Reine de la Paix“ et  “Prince de la Paix“. 
Le dôme primitif de 29 mètres de haut a été remplacé après les travaux d'extension par l'actuel de 57 mètres. Il est au centre de quatre autres dômes plus petits. 
Le campanile de 1925, visible de loin, est haut de 80 mètres et il est surmonté d'une croix de bronze de 7 mètres éclairée la nuit. Il y a un ascenseur pour monter au belvédère. À la suite des dégâts subis par le tremblement de terre de 1980, des travaux de restauration et de consolidation ont été effectués de 1986 à 1988.

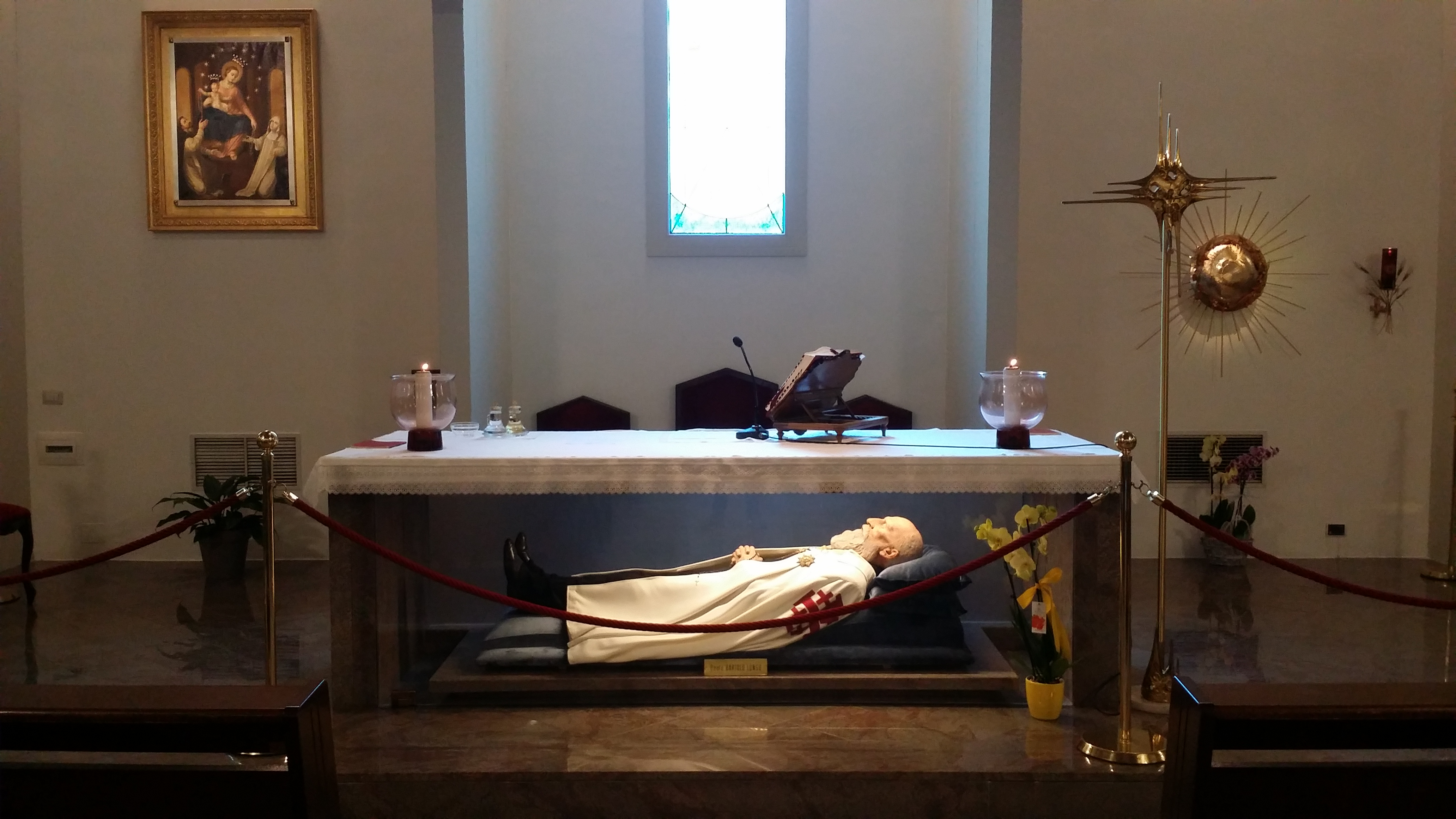
La relique du corps du bienheureux Bartolo Longo dans la crypte.

Creusée dans les fondations du sanctuaire à la suite des travaux d'extension des années trente, la crypte se compose de plusieurs autels  dont celui où repose le corps de Bartolo Longo juste derrière l’autel central. Des messes et des confessions y sont également célébrées et pratiquées. D’autres reliques y sont présentes dont celles de la comtesse De Fusco, du prêtre et recteur Radente et de l'évêque de Nola.  
Ultérieurement, le sanctuaire survit à l’éruption du Vésuve de 1944 puis à l'arrivée des troupes nazies. 
Devant le sanctuaire, la place, du nom du bienheureux bienfaiteur, est aménagée en 1929 avec la démolition des maisons qui s'y trouvaient, dont celle de Longo lui-même. En 1962, une sculpture à son effigie y est placée et elle est inaugurée par le président de la République de l’époque Antonio Segni. 

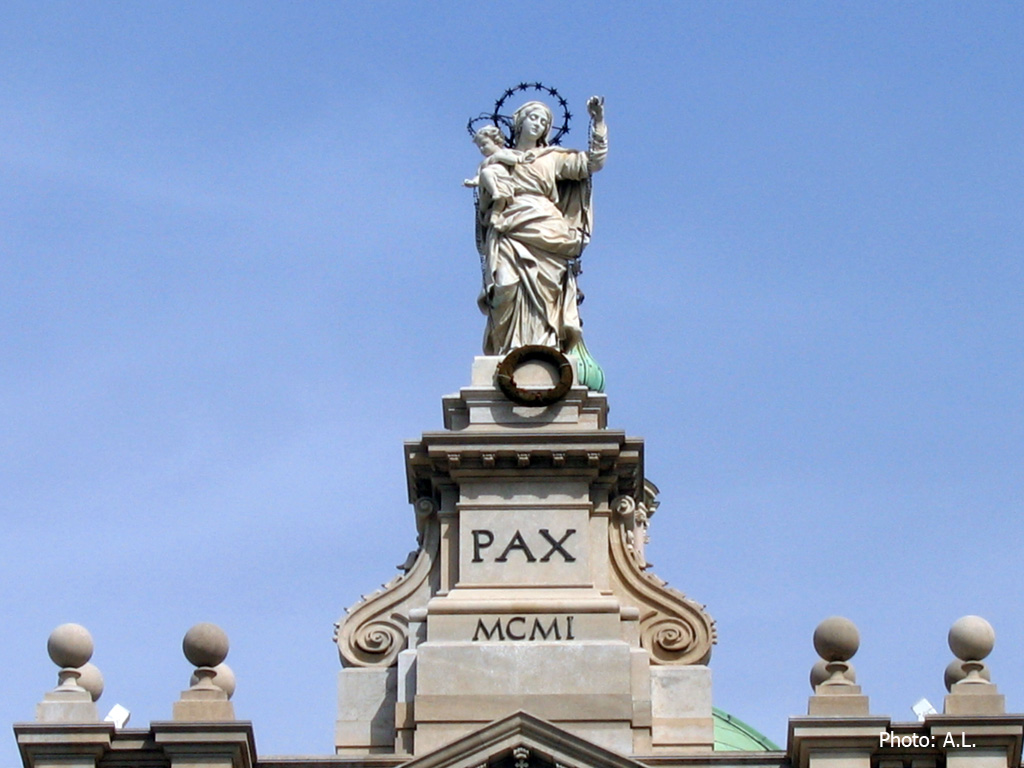
La statue au-dessus de la façade célébrant la Paix universelle.

En plus d'être une destination de pèlerinage, le sanctuaire attire de nombreux touristes séduits par sa majesté. Chaque année, plus de quatre millions de personnes le visitent ce qui fait de lui l’un des plus importants d'Italie. C’est particulièrement le cas le 8 mai et le premier dimanche d'octobre, quand des dizaines de milliers de fidèles affluent vers la ville pour assister à la pratique dévotionnelle de la supplication à Notre-Dame de Pompéi. Elle se compose essentiellement de la prière du rosaire et de celle écrite en 1893 par Bartolo Longo destinée en particulier à favoriser la paix dans le monde. En 2020, une prière est dite à la fin de la messe de 10h00 pour lutter contre la pandémie de Covid-19.  
En 1979, le pape Jean-Paul II s’y rend pour la première fois en pèlerinage avant d’y revenir en 2003. Entre-temps, à l’occasion des célébrations du 50e anniversaire du dogme de l’Immaculée Conception, il a reconnu en 2000 que Longo avait beaucoup contribué à l’établissement de la Nouvelle Pompéi. Le 19 octobre 2008, le pape Benoît XVI a déposé dans la basilique une Rose d'or, haute distinction donné à un sanctuaire marial par l'Église catholique.
Une tentative d'attentat est déjouée le 26 mars 2018 quand un algérien de 22 ans du nom d'Othman Jridi  est arrêté après avoir foncé avec sa voiture dans la basilique. Il a été incarcéré,,.